# 남 침례교 신학교
남침례신학교 (The Southern Baptist Theological Seminary, SBTS)는 미국의 남 침례교 협약 (SBC)과 관련된 6 개 신학교 중 가장 오래된 신학교이다. 이 신학교는 1859년 사우스 캐롤라이나 그린빌에서 설립되었으며, 처음에는 퍼먼 대학교 캠퍼스에 있었다. 남북 전쟁 중에 문을 닫은 후 1877년 루이빌 시내에 새로 지어진 캠퍼스로 옮긴 후 크레센트 힐 인근의 현재 위치로 옮겼다.  50년 동안 세계에서 가장 큰 신학교들 가운데 하나였으며 현재 3300명의 신학생들이 등록되어 있다.

## 유명한 사람들

### 동문
- Jason K. Allen, 중서부 침례 신학 대학원 회장 2012 – 현재
- Charles C. Baldwin, 2004-2008년 미국 공군 참모장
- 레지날드 비비, 사회 학자
- LaVerne Butler, 1969-1988년 루이빌에 있는 9 번째 & O 침례 교회 목사; 1988년에서 1997년까지 메이필드 (Mayfield) 에 있는 미드 컨티넨탈 대학교 (University of Continent University) 회장, 1970년대와 1980년대 남부 침례교 대회에서 보수적 인 부활의 지도자[2]
- Douglas Carver, 미국 육군 참모장 2007–2011
- 크리스 클라크 (Chris Clarke), 켄터키 (Kentucky) 및 주변 국가의 승마 커뮤니티 선교사
- WA 달라스, 텍사스 달라스 최초 침례 교회 목사; 저자; 남 침례회 총회 회장 (1969-1970).
- Miguel A. De La Torre, 히스패닉계 종교 생활 저자; 1999년 ~ 현재 콜로라도 주 덴버에 있는 일 리프 신학교의 사회 윤리 교수.
- 국회 의사당 침례교 목사 인 Mark Dever ; 장로 주도 교회론의 지지자 인 유명한 연사, 저자 및 신학자
- Amzi Dixon, 일리노이주 시카고의 Moody Church 목사 (1906–1911); 및 영국 런던 태버 내클 (1911–1919).
- 윌머 클레 몬트 필드 (1922-2018), 남부 침례교 대회 홍보 담당 부사장; 침례 기록 및 침례 프로그램 편집자; 침례교 출판부 이사.[3]
- 스티븐 퍼틱 (Steven Furtick), 교회 교회 목사; 잘 알려진 목사, 연사 및 저자.
- David P. Gushee, 기독교 윤리 학자, 역사가, 공공 지식인 및 홀로 코스트 학자.
- Paul R. House, 학자, 저자 및 신학교 교수.
- 벤 캠벨 존슨, 컬럼비아 신학교의 명예 교수, 저자
- Koinonia Farm (Habitat for Humanity)의 창시자이자 그리스 학자 인 Clarence Jordan 은 남한의 민권 시대의 용어를 사용하여 신약을 Cotton Patch 버전으로 번역했습니다.
- RT Kendall, 1977-2002년 영국 런던 웨스트 민스터 예배당 목사.
- 데이비드 고든 리옹 (David Gordon Lyon), 하버드 신학교의 홀리스 회장, 셈틱 박물관의 창립 큐레이터
- 제임스 메리트 (James Merritt), 2000년부터 2002년까지 남부 침례교 총회 회장
- Grady Nutt, 종교적 유머 론자 및 국가 텔레비전 성격; 1982년 공습으로 사망했다.[4]
- Luis G. Pedraja, 라틴계 신학자, 철학자, 작가, 학자 및 교육자
- Cicero Washington Pruitt, 중국 북부 선교사.
- 브론슨 레이 (Bronson Ray), 남 침례회 ( Southern Baptist Convention )의 외무위원회 사무국 장 (1928–1932).
- 세계 기초 기금 협회의 창시자 인 윌리엄 벨 라일리
- 테네시 템플 대학교의 창립자 인 리 로버슨 (Lee Roberson )은 남 침례교 친교 의 영향력있는 지도자이자 테네시주 차타 누가 (Chattanooga)에 있는 Highland Park Baptist Church 목사
- 그레고리 앨런 손 버리 (Gregory Alan Thornbury), 뉴욕의 킹스 컬리지 회장 (2013–2018).
- Jeff Struecker, 목사, 작가 및 전 미 육군 레인저 채플린.
- Ed Stetzer, 저자, 연사, 연구원, 목사, 교회 개척자 및 Christian missiologist .
- Edwin O. Ware, Sr., 켄터키 출신 , 루이지애나주 파인빌 에 있는 루이지애나 칼리지 회장
- 제임스 에머리 화이트 (James Emery White), 목회자, 저자, 신학과 문화 교수
- Steve Willis, 목사 및 건강 운동가
- 브라이언트 라이트 (Briant Wright), 2010년부터 2011년까지 남부 침례교 총회 회장.

### 교수진
- 알버트 몰러(R. Albert Moher, Jr.): 현 총장, 조직신학 교수이지만 수업이 열리는 경우는 드물다.
- 마이클 헤이킨(Michael Haykin), 교회 역사 교수.
- 기독교 가족 사역 (2007 ~ 현재)의 사과 학자이자 C. Edwin Gheens 회장 인 Timothy Paul Jones는 교회 기반의 가족 사역 모델 분야에서의 일과 가족 통합 교회에 대한 그의 비판에 대해 언급했다.
- 토마스 슈라이너(Thomas Schreiner): 신약학자이자 바울서신서의 세계적 권위자.
- 피터 젠트리(Peter Gentry): 구약학자 및 Semitic 언어 학자.
- 브루스 웨어(Bruce Ware): 신학자, 트리니티 복음주의 신학교의 성서 및 체계 신학부 전 회장,[5] 복음주의 신학회 회장 .[6]
- 그렉 엘리슨(Gregg Allison): 조직신학 교수.
- 토마스 네틀스(Thomas J. Nettles): 세계적인 침례교 역사신학 학자. 은퇴교수이긴 하나 간혹 수업이 열린다.

### 역대총장
- 1888 James Petigru Boyce (1859–87 교수진 제목)
- 1888년 ~ 1895년 John Albert Broadus
- 1895년 ~ 1899년 William Heth Whitsitt
- 1899년 ~ 1928년 Edgar Young Mullins
- 1929년 ~ 1942년 John Richard Sampey
- 1942–1950 엘리스 아담스 풀러
- 1951–1982 공작 킴 브러 맥콜
- 1982–1993 Roy Lee Honeycutt (로이 리 허니 컷)
- 1993년 – 현재 R. Albert Mohler, Jr.

## 참조
- 루이빌 장로교 신학교
- 루이빌, 켄터키의 종교

## 추가 자료
- 마크 알 윌슨 침례교 남쪽에서의 윌리엄 오언 카버의 논쟁 (Mercer University Press; 2010) 235 페이지. 남 침례교 신학교의 저명한 교수 (1868 ~ 1954)의 전기는 교단의 여러 주요 논쟁에 관여했다.